# I mezzi per vincere
I mezzi per vincere (Victory Vehicles) è un film del 1943 diretto da Jack Kinney. È un cortometraggio animato della serie Goofy realizzato, in Technicolor, dalla Walt Disney Productions e uscito negli Stati Uniti il 30 luglio 1943. È stato distribuito in home video anche come Mezzi per vincere.

## Trama
A causa del razionamento di gomma e benzina durante la seconda guerra mondiale, la popolazione propone e inventa mezzi di trasporto alternativi e, dopo varie proposte, viene scelto come mezzo il bastone a molla.

## Distribuzione

### Edizioni home video

#### VHS
- Il mondo di Pippo (ottobre 1986)
- Le radici di Pippo (dicembre 1988)

#### DVD
Il cortometraggio è incluso nel DVD Walt Disney Treasures: Pippo, la collezione completa.